# Chlorid rubidný
Chlorid rubidný je anorganická sloučenina, (halogenid) se vzorcem RbCl. Jedná se o typický iontový krystal. V přírodě se nachází jako příměs minerálních vod a v některých minerálech.

## Struktura
V plynné fázi je RbCl diatomický s délkou vazby 2,7868 Å, vzdálenost mezi atomy stoupá až na 3,285 Å pro kubický RbCl.
V závislosti na podmínkách existuje pevný chlorid rubidný ve třech krystalických modifikacích (jedná se o polymorfismus), což bylo prokázáno pomocí měření metodou rentgenové krystalografie. Nejběžnější je uspořádání do těsné krychlové (kubické) mřížky jako NaCl. Za vyšších teplot a tlaku přechází krystalický RbCl do krystalické podoby jako CsCl (jednoduchá kubická mřížka) a výjimečně byly publikovány pozorování tetraedrických krystalů RbCl (analogie sfaleritu).

## Příprava
Obvykle se čistý chlorid rubidný připravuje raekcí hydroxidu rubidného s kyselinou chlorovodíkovou s následkou rekrystalizací:
RbOH(aq) + HCl(aq) → RbCl(aq) + H2O(l)
Vzhledem k tomu, že pevný RbCl je silně hygroskopický, je nutno ho chránit před vzdušnou vlhkostí a přechovávat ho nejlépe v exsikátoru.

## Využití
- Chlorid rubidný je výborný neškodný bioznačkovač. Je velmi dobře rozpustný ve vodě a normálně se organismu vyskytuje pouze minimálně. Pokud se do organismu dostanou ionty Rb+, nahrazují ionty draslíku K+, protože chemicky se oba chovají velmi podobně. To umožňuje sledování metabolismu a ukládání draslíku v tkáních, např. v srdečním svalstvu apod. Prakticky se přitom používá měření sledování izotopu 87Rb s přirozeným výskytem 27,8 %, který je mírně radioaktivní, rozpadá se s poločasem 4,92×1010 roku za vzniku izotopu 87Sr a uvolnění β-záření.
- Chlorid rubidný se používal jako antidepresivum, v Evropě pod obchodním označením Rubinorm, s doporučenou denní dávkou 180–720 mg.[4] Vzhledem k poměrně velkému přirozenému výskytu mírně radioaktivného isotopu 87Rb se jeho použití prakticky zastavilo.

## Podobné sloučeniny
- Fluorid rubidný
- Bromid rubidný
- Jodid rubidný
- Chlorid lithný
- Chlorid sodný
- Chlorid draselný
- Chlorid cesný